# 차영환 (축구 선수)
차영환(車永煥, 1990년 7월 16일 ~ )은 대한민국의 축구 선수이며 포지션은 미드필더이다.

## 클럽 경력
홍익대학교 재학 중이던 2012년 일본의 도치기 SC에 입단하였다. 2014 시즌까지 주전 미드필더로 활약하다 2015년 츠바이겐 가나자와로 이적하였다.
2015년 12월 가나자와는 차영환이 병역 문제로 팀을 떠나게 되었다고 공식 발표하였다. 다음 달 부산 아이파크 입단을 확정하였다.
2017년 시즌 후, 12월 27일자로 상주 상무에 입대하였다.
2020시즌을 앞두고 충남 아산 축구단에 입단했다.
2021시즌을 앞두고 K3리그의 창원시청 축구단으로 이적했다.